# Urbanella (protista)
Urbanella es un género de foraminífero bentónico de la subfamilia Endostaffellinae, de la familia Endothyridae, de la superfamilia Endothyroidea, del suborden Fusulinina y del orden Fusulinida. Su especie tipo es Quasiendothyra urbana. Su rango cronoestratigráfico abarca desde el Tournaisiense hasta el Viseense inferior (Carbonífero inferior).

## Discusión
Clasificaciones más recientes incluyen Urbanella en la subfamilia Spinoendothyrinae,  de la familia Loeblichiidae, de la superfamilia Loeblichioidea, del suborden Endothyrina, del Orden Endothyrida, de la subclase Fusulinana de la clase Fusulinata.

## Clasificación
Urbanella incluye a las siguientes especies:
- Urbanella miranda
  - Urbanella miranda matura
- Urbanella napolitana
- Urbanella procera
  - Urbanella procera elegantula
- Urbanella pseudokrainica
- Urbanella urbana
  - Urbanella urbana vacillarea